# Sierra Madre Mountains (Califòrnia)
La Sierra Madre Mountains,Sierra Madre Mountains (California), és una serralada de muntanyes situada a la part nord del comtat administratiu de Santa Barbara County, Califòrnia, a l'oest dels Estats Units d'Amèrica. És una serralada que pertany al grup Inner South Coast Ranges i és la més meridional del sistema California Coast Ranges el qual, al seu torn, forma part del sistema Pacific Coast Ranges de l'oest d'Amèrica del Nord.

## Geografia
La serralada Sierra Madre californiana va del nord-oest al sud-est i fa uns 25 mi (40 km) de llargada. Els cims més alts inclouen el MacPherson Peak (5,747 peus (1,752 m)), i el punt més alt de la serralada és el Peak Mountain (5,843 peus (1,781 m)).
Al sud-est, la serralada es fusiona amb les San Rafael Mountains del sistema Transverse Ranges. El cim més alt de les San Rafael Mountains és Big Pine Mountain (6,820 ft (2,079 m)).
Pràcticament tota la Sierra Madre californiana és dins Los Padres National Forest.

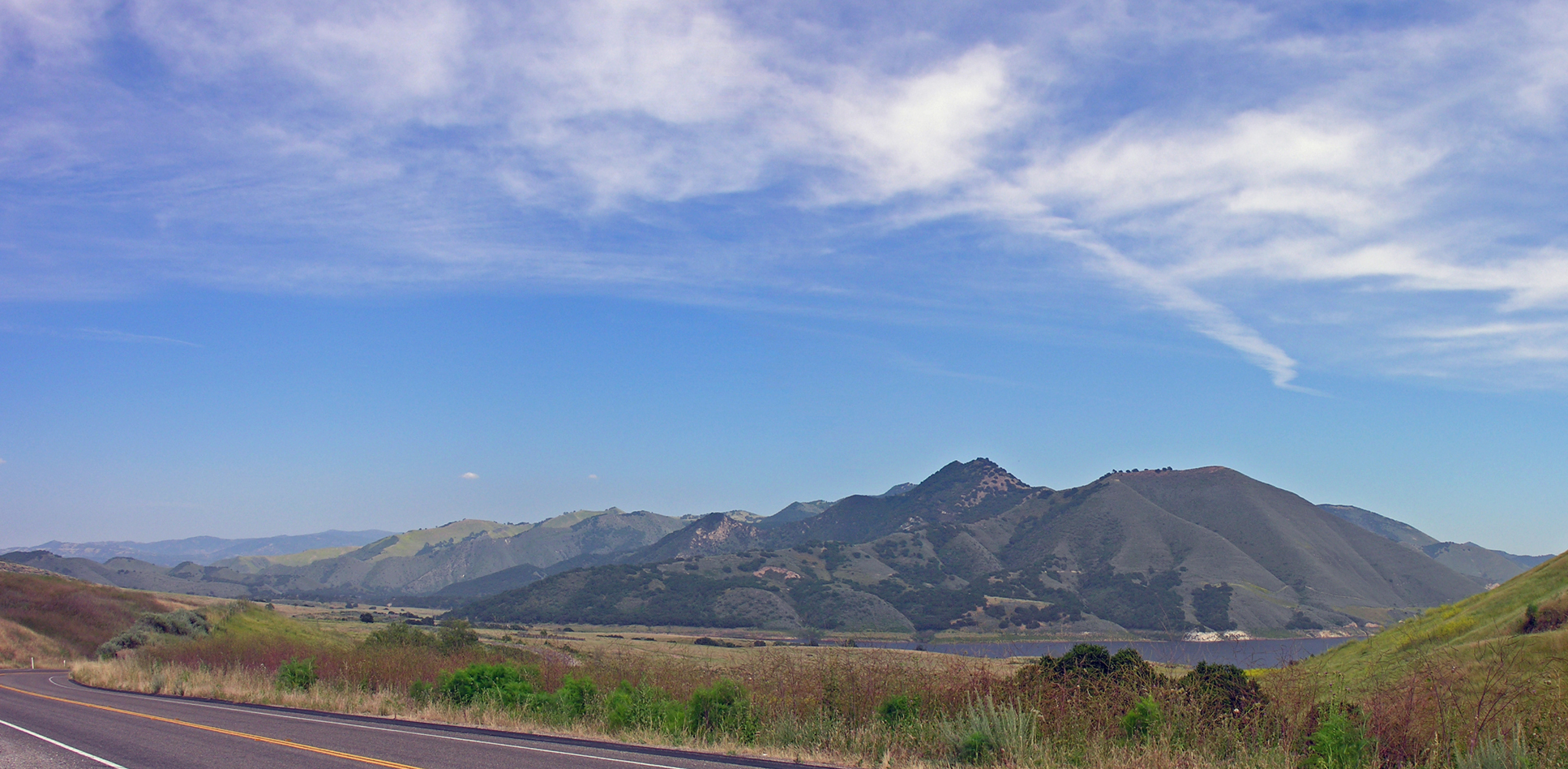
Las Coches Mountain a la Sierra Madre, des de SR166.

## Història natural
Hi predomina la vegetació de chaparral, amb arbredes de roures. Els punts més alts porten boscos mixts perennifolis (California mixed evergreen forest) i petites zones d'hàbitats amb coníferes.
Aquesta serralada és un dels hàbitats més importants per l'amenaçat còndor de Califòrnia (Gymnogyps californianus).
Geològicament, les muntanyes estan compostes predominantment de roques sedimentàries del Terciari.
La serralada està pràcticament deshabitada, excepte en algunes parts baixes del nord en les quals s'hi havia extret petroli del camp petrolífer South Cuyama Oil Field.